# Nössige
Nössige ist ein Ortsteil der sächsischen Gemeinde Käbschütztal im Landkreis Meißen.

## Geographie
Nössige befindet sich etwa zehn Kilometer südwestlich der Kreisstadt Meißen auf rund 200 Metern über Normalhöhennull. Durch den Ort fließt der Schrebitzer Bach, der über Käbschütz und Ketzerbach bei Zehren in die Elbe mündet. Durch Nössige führt die Kreisstraße 8056, die das Dorf unter anderem mit der Staatsstraße 85 und darüber mit der Bundesstraße 101 verbindet. Die Bundesstraße hat bei Nossen Anschluss an die Bundesautobahn 14 Richtung Magdeburg, Dresden und Chemnitz.
An die Gemarkung Nössige grenzen im Nordosten Porschnitz und im Osten Barnitz. Die beiden Dörfer Nössige und Barnitz sind fast zusammengewachsen, nur ein kurzes Landstrück trennt die beiden Orte. Im Südosten grenzt Soppen an Nössige an, südwestlich benachbart liegt Schrebitz. Im Westen grenzen die Gemarkungen der Orte Gallschütz und Zetta sowie Leippen im Nordwesten an, die mit Schrebitz Teil der Gemeinde Ketzerbachtal waren. Porschnitz, Barnitz und Soppen sind wie Nössige Ortsteile von Käbschütztal.

## Geschichte
Der Ort wurde erstmals im Jahr 1334 als Nescow urkundlich erwähnt. Er lag im Zuständigkeitsbereich des Castrums Meißen, ab Mitte des 16. Jahrhunderts des Erbamtes Meißen im Kurfürstentum Sachsen. Zudem war ein Vorwerk im Ort ansässig. Die Grundherrschaft wurde zunächst durch das Rittergut Graupzig (heute Teil von Leuben-Schleinitz) ausgeübt, später war das Rittergut Porschnitz Grundherr. Durch die Sächsische Landgemeindeordnung von 1838 erhielt Nössige Eigenständigkeit als Landgemeinde.
Um das Gassendorf Nössige erstreckte sich im Jahr 1900 eine 219 Hektar große Blockflur, auf der die Bewohner des Dorfes der Landwirtschaft nachgingen. Von der landwirtschaftlichen Tätigkeit zeugen die vielen erhaltenen Drei- und Vierseithöfe, die das Dorfbild noch heute prägen. Teile dieser Bauernhöfe sind heute als Kulturdenkmal eingestuft. Ein landwirtschaftlicher Betrieb ist auch heute noch in Nössige tätig.
Kirchlich war Nössige anteilig nach Krögis und Raußlitz gepfarrt, heute gehört der Ort zur Kirchgemeinde Krögis. Von 168 Personen, die 1925 in Nössige lebten, waren 154 evangelisch-lutherischer Konfession, acht waren katholisch und sechs konfessionslos. Die Selbstständigkeit verlor Nössige am 1. November 1935, als acht vormals eigenständige Orte, darunter neben Nössige auch der Nachbarort Barnitz, nach Krögis eingemeindet wurden. Nach dem Zweiten Weltkrieg wurde Krögis mit Nössige Teil der Sowjetischen Besatzungszone und später der DDR. In der Kreisreform 1952 kam es zur Angliederung der Orte an den Kreis Meißen im Bezirk Dresden, der im Wesentlichen aus der Amtshauptmannschaft Meißen (später Landkreis Meißen) hervorgegangen war. Die vielen Bauern im Dorf gingen nun den Weg der Landwirtschaft in der DDR.
Nach Wende und Wiedervereinigung wurde Nössige Teil des neugegründeten Freistaates Sachsen. In der Kreisreform 1994 wurde der Landkreis Meißen-Radebeul (ab 1996 Landkreis Meißen) aus dem alten Gebiet des Kreises Meißen und Teilen des Kreises Dresden-Land gebildet, dem Nössige bis 2008 angehörte. Ebenfalls 1994 vereinigten sich Krögis, Jahna-Löthain und Planitz-Deila zur neuen Großgemeinde Käbschütztal mit 37 Ortsteilen. Diese Gemeinde ist seit dem 1. August 2008 Teil des in der Kreisreform Sachsen 2008 aus Landkreis Meißen und Landkreis Riesa-Großenhain gebildeten dritten Landkreises Meißen.

### Entwicklung der Einwohnerzahl
| Jahr | Einwohnerzahl                             |
| ---- | ----------------------------------------- |
| 1551 | 12 besessene Mann, 1 Häusler, 18 Inwohner |
| 1764 | 9 besessene Mann, 7 Häusler               |
| 1834 | 145                                       |
| 1871 | 170                                       |
| 1890 | 147                                       |
| 1910 | 139                                       |
| 1925 | 168                                       |